# Верещагін Петро Петрович
Петро́ Петро́вич Вереща́гін (*2 (14) січня 1834 — †16 (28) січня 1886) — російський художник-пейзажист.

## Біографія
Петро Верещагін народився 2 січня (14-го — за новим стилем) 1834 року в Пермі (Пермська губернія, Російська імперія) в родині художників — його дід Прокофій Данилович (*1764 — †після 1811) і батько Петро Прокофійович (*1795 — †1843) були іконописцями. Відомим художником також став брат Петра Петровича — Василь Петрович. 
Живопису навчався у батька, а після його смерті (у 1843) — у діда по матері, живописця та іконописця І. В. Бабіна. В 1850 році в приміській слобідці оселився випускник Арзамаської малювальної школи живописець А. У. Орлов. Довкола художника об'єдналася місцева талановита молодь, у тому числі і брати Верещагіни. Орлов також посприяв вступу братів в академію.
З 1858 по 1865 рік Верещагін навчався в Імператорській академії мистецтв, обравши своєю спеціальністю ландшафтний живопис. Навчався в класі пейзажу у Сократа Воробйова, відомого на той час ландшафтного живописця, що багато років прожив в Італії.
Після випуску з академії, з 1866 року, викладав малювання, креслення і чистописання в місті Люцин Віленськой губернії. У 1870 році залишив викладання і повністю присвятив себе творчості. У цей період він багато подорожував. Повернувся до Петербургу в 1871 році. 
Помер Петро Верещагін 16 січня (28-го — за новим стилем) 1886 року.

## Творчість
З 1860 року брав участь у виставках Академії (на найпершій — представив дві роботи із зображенням перспективного виду академічної скульптурної виставки того року і внутрішнього вигляду церкви на острові Валаам), Московської спілки любителів художеств (МСЛХ), Спілки заохочення художеств (СЗХ) і у всесвітніх — у Філадельфії (1876) та Парижі (1878).
У 1861 році за етюд «На Волзі» отримав малу срібну медаль академії, а в 1862 році — велику срібну медаль за картину «В Баку». На академічній виставці 1863 року експонувалися його пейзажі «Москва. Спаська башта» і «Толкучий ринок в Москві», а в 1864 році — дванадцять видів примітних місць, будівель і околиць міста Ревель (сучасний Таллінн), написаних в літні місяці того ж року.
За картину «Вид Нижнього Новгорода» (1865) — отримав звання класного художника 3-го ступеня, за «Вид Дінабурга» і «Ринок в Нижньому Новгороді» (1867) — 2-го ступеня, за «Вид з околиць Люцина» (1868) — 1-го ступеня, за «Вид Кремля» і «Толкучий ринок в Москві» (1871) — академіка. У 1867 році вступив до Спілки любителів художеств.
Малював в основному види міст. У пейзажах був переважно перспективістом. Як зазначено в енциклопедії Брокгауза і Ефрона, «картини його написані дуже тонко, хоча досить одноманітно».
Багато подорожував. Автор чисельних видів Москви, Києва, Петербургу, Севастополя, приволжських міст, міст західних губерній, пейзажів Фінляндії, Уралу та річки Чусової уздовж Гірничозаводської залізної дороги, що тоді будувалася («На річці Чусовій», «Станція Архиповка», «Камінь Мултик», «Камінь Остряк», «Камінь Червоний»). Писав також пейзажі Криму, Кавказу.
Під час російсько-турецької війни був з російськими військами на Балканах — намалював «Бомбардування міста Ращук 14 червня 1877 року», «Понтонні мости на Дунаї» та інші.

### Додаткова література
- Верещагин В. П., Верещагин П. П. К 150-летию со дня рождения: кат. выставки: (из фондов музеев СССР): живопись, рис., акварель, гравюра / вступ. ст. и сост. Е. И. Егоровой, Н. В. Казариновой. — Пермь, 1984.
- Егорова Е. И. Памятное место, где стоял дом, в котором родились и провели детство и юность художники П. П. Верещагин и В. П. Верещагин // Материалы свода памятников истории и культуры РСФСР. Пермская область. — М., 1978. — С. 141-143.
- Егорова Е. И. Родословная пермских живописцев Верещагиных // Проблемы каталогизации произведений искусства в художественных музеях. — Л., 1988. — С. 98-100.
- Казаринова Н. В. Братья Верещагины // Художник. — 1985. — № 4. — С. 58-61.
- Крепостные и забытые живописцы Прикамья конца XVIII – I половины XIX века: каталог выставки / сост. и авт. вступит. ст. Н. В. Казаринова; авт. ст. Е. И. Егорова. — Пермь, 1988. — 38 с.
- Крепостные и забытые живописцы Прикамья конца XVIII – первой половины XIX вв.: каталог выставки / авт. ст. Н. В. Казаринова (сост.), Е. И. Егорова. — М., 1990. — С. 6, 53.
- Верещагин Петр Петрович // Серебренников Н. Н. Урал в изобразительном искусстве. — Пермь:Кн. изд-во, 1959. — С. 109-110.
- Художники народов СССР: библиогр. слов. В 6 т. — Т. 2.: Бойченко - Геонджиан. — М.: Искусство, 1972. — 439 с., С. 240-242.